# Wspólny Europejski Dom
Wspólny Europejski Dom – koncepcja polityki zagranicznej ZSRR przyjęta na posiedzeniu politbiura KC KPZR 26 marca 1987.
Koncepcję tę wysunął sekretarz generalny KC KPZR Michaił Gorbaczow i ogłosił publicznie w czasie swojej wizyty w Czechosłowacji w 1987.
Głosiła ona budowę wspólnej przestrzeni europejskiej współpracy, pozbawionej konfrontacji, przy jednoczesnym zachowaniu różnic ustrojowych.
Była to koncepcja zbankrutowanego ZSRR, który i tak nie mogąc już sprostać konkurencji Zachodu, próbował w ten sposób sfinlandyzować Europę Zachodnią. Plan ten zakładał stopniowe wypieranie wpływów USA z Europy. Jim Hoagland widział w niej odpowiedź na koncepcję prezydenta USA George`a Busha Wolnej i Zjednoczonej Europy.
12 czerwca 1989 Gorbaczow przybył do Bonn, gdzie spotkał się z kanclerzem federalnym Helmutem Kohlem. Następnego dnia podpisano wspólną deklarację wspierającą koncepcję Wspólnego Europejskiego Domu, cytując słowa Charles`a de Gaulle`a o Europie od Atlantyku po Ural.
6 lipca 1989 Gorbaczow wygłosił przemówienie na sesji Rady Europy, w którym przedstawił konieczność zaniechania konfrontacji pomiędzy blokami.
29 listopada 1989 sekretarz generalny KC KPZR, posunął się dalej i w Rzymie określił swoją wizję Wspólnego Europejskiego Domu jako wspólnoty niepodległych państw europejskich, współzależnych gospodarczo.